# Eucrada macleani
Eucrada macleani is een keversoort uit de familie van de klopkevers (Anobiidae). De wetenschappelijke naam van de soort werd voor het eerst geldig gepubliceerd in 1967 door Abdullah & Abdullah.